# Dicionário de tradução

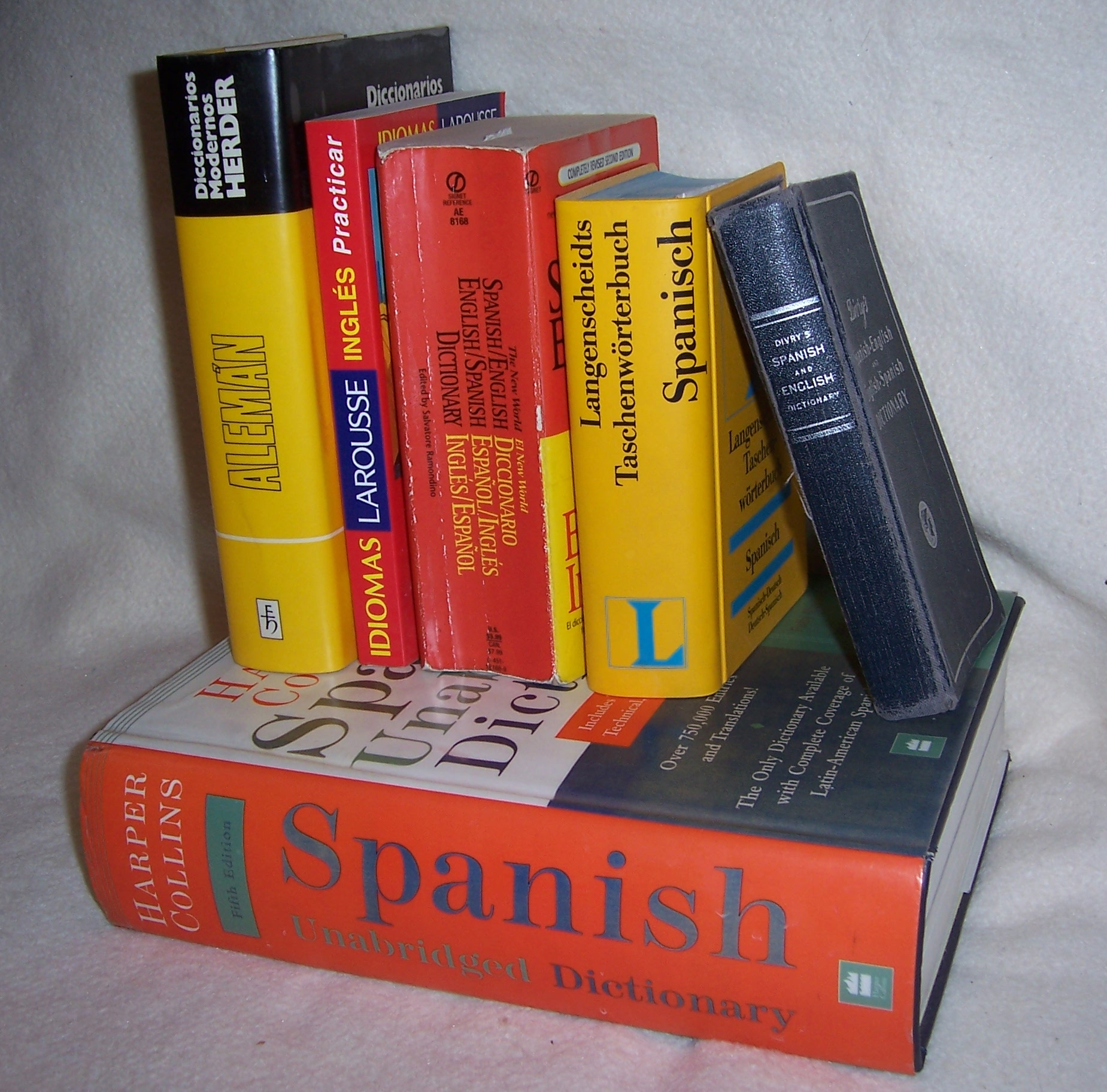
Dicionários de tradução

Um dicionário de tradução, ou dicionário bilíngue, é um dicionário especializado utilizado na tradução de palavras ou expressões de uma língua para outra. Dicionários de tradução podem ser unidirecionais, quando listam o significado de palavras de uma língua em outra, ou bidirecionais, quando permitem a tradução de uma língua para outra em ambos os sentidos. Dicionários de tradução normalmente possuem duas seções, cada qual formada por uma lista alfabética de palavras de uma língua com suas respectivas traduções. Além da tradução, esses dicionários normalmente indicam classe gramatical, gênero, declinação verbal, e outras características gramaticais, a fim de auxiliar o falante não-nativo no emprego da palavra. Outras opções às vezes oferecidas em dicionários de tradução são listas de expressões, guias de estilo e uso correto das palavras, tabelas de verbos, mapas e referências gramaticais. Ao contrário dos dicionários bilíngues, dicionários monolingues definem palavras e expressões, ao invés de traduzi-las.

## História
O Imperador Romano Cláudio (10 a.C - 54 d.C) ficou conhecido por ter compilado um dicionário de etrusco-latim, atualmente perdido. 
Um importante dicionário bilíngue foi o Mahāvyutpatti, ou "O Grande livro do Entendimento Preciso". Compilado no Tibete durante os séculos VIII e IX d.C, o dicionário continha milhares de temos sânscritos e tibetanos antigos, apresentados de forma a auxiliar na elaboração de textos budistas padronizados em tibetano. Ele também incluía uma parte dedicada ao Tangyur tibetano (Toh. 4346).
Dicionários de tradução do hebraico e aramaico para o francês medieval foram compostos por comunidades judaicas no século XX d.C. Eram utilizados para a compreensão e o ensino do Talmud e outros textos judaicos.